# Tempio di A-Ma
Il tempio di A-Ma (in portoghese: Templo de A-Má; in cinese: 媽閣廟) è un tempio taoista della città di Macao edificato sulla collina di Barra e dedicato alla divinità delle acque Mazu. L'edificio fa parte del centro storico di Macao, inserito nella lista dei patrimoni dell'umanità dell'UNESCO.

## Storia
Il tempio è stato costruito dai pescatori cinesi residenti nella penisola di Macao intorno al XV secolo, in omaggio alla dea del mare A-Má, chiamata anche Mazu o Ma-tzu, molto venerata nel sud-est della Cina come protettrice dei marinai e dei pescatori. Si crede che i portoghesi, giungendo in terra cinese nella seconda metà del XVI secolo, abbiano frainteso le parole della popolazione locale quando, chiedendo il nome della località, si sentirono rispondere in cantonese "A-Má Gau", ovvero la baia di A-Má. La storpiatura del nome della baia divenne quindi il nome dell'attuale città di Macao (in portoghese: Macau). Altra ipotesi inerente all'origine del nome della città è che, essendo il tempio vicino al luogo di sbarco dei portoghesi, quando questi chiesero il nome del posto si sentirono rispondere "Maa-gork" o "A-Ma-gork", ovvero "Padiglione della Madre", nome con cui il tempio era allora conosciuto.
Il tempio è composto dal "Padiglione del Portico", dall'Arco Memoriale, dal "Padiglione della Preghiera", dal "Padiglione della Benevolenza", dal "Padiglione di Guanyin" e dal padiglione buddista "Zhengjiao Chanlin", posizionati armoniosamente in relazione all'ambiente circostante. Ogni padiglione è dedicato al culto di una divinità cinese diversa e permettendo al tempio di essere un singolare esempio delle diverse religioni che hanno influenzato la cultura cinese.

Il Padiglione della Preghiera, conosciuto anche come "Primo Palazzo della Montagna Sacra" fu costruito nel 1605 in granito, con tetto verde, grondaie decorative e finestre con grate. Questo padiglione è dedicato alla dea protettrice dei naviganti Tian Hou. Il Padiglione della Benevolenza, strutturalmente simile al precedente, venne eretto nel 1488 e si pensa possa appartenere alla struttura originaria. Durante la sua costruzione invece dell'utilizzo del granito vennero impiegati dei mattoni. Poco più in alto sulla collina si trova il Padiglione di Guanyin, la cui data di costruzione è sconosciuta, edificato in mattoni. Il padiglione buddista Zhengjiao Chanlin è anch'esso dedicato alla dea del mare e il più raffinato e ricco di dettagli architettonici, costruito su quattro pilastri e con sculture di vario colore a decorarlo. Il Padiglione del Portico venne edificato con il granito, arrivando a quattro metri di altezza. È decorato con immagini raffiguranti animali in ceramica sulla grondaia del tetto.
Sebbene tutti i padiglioni risultino risalire ad epoche diverse, nel 1828 vennero quasi tutti fatti oggetto di un'opera di restauro.